# Attack Attack!
Attack Attack! — американський металкор-гурт з міста Вестервілл, штат Огайо, заснований у 2007 році під назвою Ambiance. Після самостійного випуску першого мініальбому у 2007 році гурт підписав контракт з лейблом Rise Records. Вони випустили три повноформатні альбоми: Someday Came Suddenly, однойменний альбом та This Means War на Rise Records. Гурт покинув Rise Records у 2012 році і розпався наступного року після прощального туру. 19 жовтня 2020 року гурт оголосив про переформатування, до складу якого увійшли колишні та нові учасники. Оновлений склад гурту випустив три мініальбоми: Long Time, No Sea (2021), Dark Waves (2023) і Disaster (2024).

## Історія

### Заснування (2007)
Гурт Attack Attack! утворився у 2007 році, коли Джонні Франк, Ендрю Вайтінг, Нік Вайт та Ендрю Ветцель познайомилися з Остіном Карлайлом під час гри у місцевих шкільних гуртах. Калеб Шомо приєднався до гурту як клавішник, і вони змінили назву на Attack Attack!. У 2007 році гурт записався у місцевій студії, де записав матеріал, який виклав на Myspace для просування своєї музики. Як найстарший учасник гурту, Ветцель також виконував обов'язки їхнього менеджера впродовж більшої частини року. У травні 2008 року гурт перейшов до менеджера Еріка Рашинга з The Artery Foundation, який підписав контракт з лейблом Rise Records. Оскільки учасники гурту на той момент були ще неповнолітніми, для укладення контракту потрібна була згода батьків. Матеріал, записаний у 2007 році, увійшов до мініальбому If Guns Are Outlawed, Can We Use Swords? (2008). Гурт також був підписаний букінг-агентом Девідом Шапіро з Agency Group, що призвело до загальнонаціональних турів.

### Someday Came Suddenly(2007–2009)
У листопаді 2008 року вони випустили дебютний студійний альбом Someday Came Suddenly на лейблі Rise. Багато пісень на альбомі були перезаписаними треками, які спочатку вийшли на мініальбомі If Guns Are Outlawed. Альбом дебютував на 193 місці в чарті Billboard 200, продажі якого склали понад 3600 за перший тиждень, незважаючи на посередні відгуки. Альбом також посів дев'яте місце в чарті незалежних альбомів Billboard. Станом на квітень 2010 року альбом був проданий тиражем 70 000 копій.

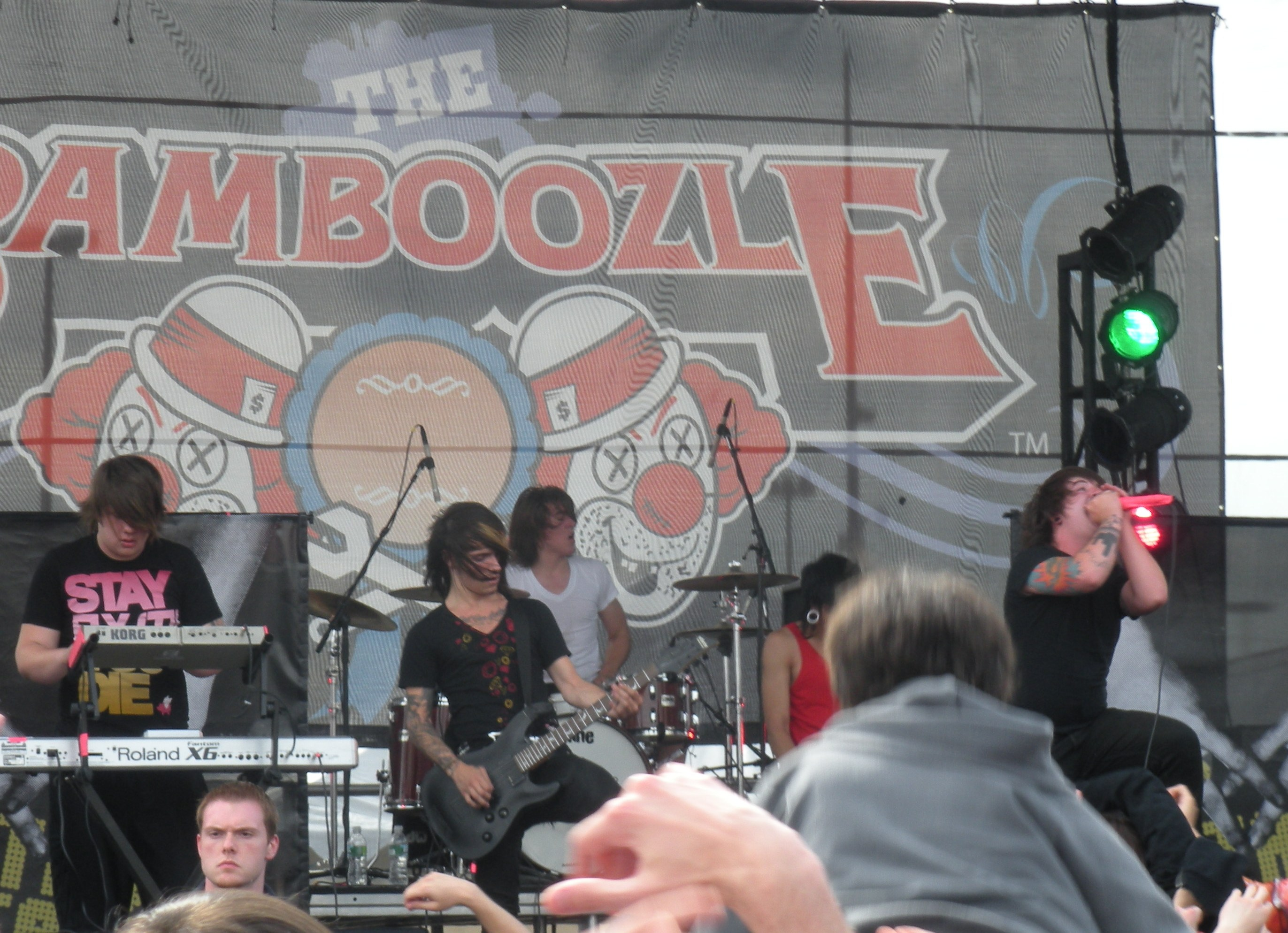
Attack Attack! виступають з Бархемом у складі гурту на фестивалі Bamboozle 2009 року в Нью-Джерсі

Восени 2008 року гурт гастролював з Maylene and the Sons of Disaster, A Static Lullaby, Showbread і Confide. На півдорозі туру вокаліст Остін Карлайл був виключений з гурту і замінений Ніком Бархемом, братом колишнього барабанщика Sleeping With Sirens Гейба Бархема. Пізніше барабанщик Ендрю Ветцель у своєму блозі на MySpace повідомив, що гурт відмовився від Карлайла через його поведінку на гастролях. Гурт також приєднався до Escape the Fate під час їхнього хедлайнерського туру по США у лютому і березні 2009 року разом із Black Tide, William Control і Burn Halo. Гурт брав участь у Warped Tour 2009, де виступав на одній із невеликих сцен.
У червні 2009 року Attack Attack! випустили відеокліп на дебютний сингл «Stick Stickly». Відео спровокувало ряд критичних відгуків, включаючи розлогі статті Buddyhead і британської газети The Guardian, а також призвело до створення інтернет-мему «crabcore», що висміює «крабоподібну» позицію гітариста Attack Attack! гітариста гурту Ендрю Вайтінґа, який знявся у кліпі. Гурт також випустив концертне відео на свій другий сингл «Dr. Shavargo Pt. 3» у серпні 2009 р. Гурт увійшов до збірки Punk Goes Pop Volume Two, виконавши кавер на пісню «I Kissed a Girl» Кеті Перрі. Пісня отримала велику кількість ротацій на радіо.
У жовтні 2009 року гурт вирушив у хедлайнерський тур разом з I Set My Friends on Fire, проте 19 жовтня вокаліст Нік Бархем оголосив про свій відхід з Attack Attack! всього за два дні до початку гастролей, він заявив у своєму блозі на MySpace, що «настав час змін», і що між ним та іншими учасниками гурту не було ніякого конфлікту. Після цього гурт прийняв рішення про переміщення Шомо як основного вокаліста гурту, але залишивши за ним посаду клавішника.

### Однойменний альбом і відхід Франка (2010–2011)
Гурт гастролював з Breathe Carolina, I See Stars, Asking Alexandria та Bury Tomorrow в рамках туру Artery Foundation Across The Nation Tour у березні 2010 року. У квітні 2010 року Ветцель підтвердив, що десять треків увійдуть до їхнього майбутнього другого студійного альбому. Альбом спочатку називався Shazam, але через проблеми з авторськими правами став однойменним альбомом гурту. Лід-сингл альбому, «Sexual Man Chocolate», вийшов 16 травня 2010 року. 25 травня гурт випустив «Smokahontas» як другий сингл з альбому. Альбом вийшов 8 червня 2010 року і розійшовся тиражем 15 000 копій за перший тиждень, дебютувавши на 27 місці в чарті Billboard 200. Альбом також очолив чарт незалежних альбомів Billboard. Вони були хедлайнерами This Is a Family Tour в листопаді 2010 року за підтримки Emmure, Pierce the Veil, In Fear and Faith, і Of Mice & Men.

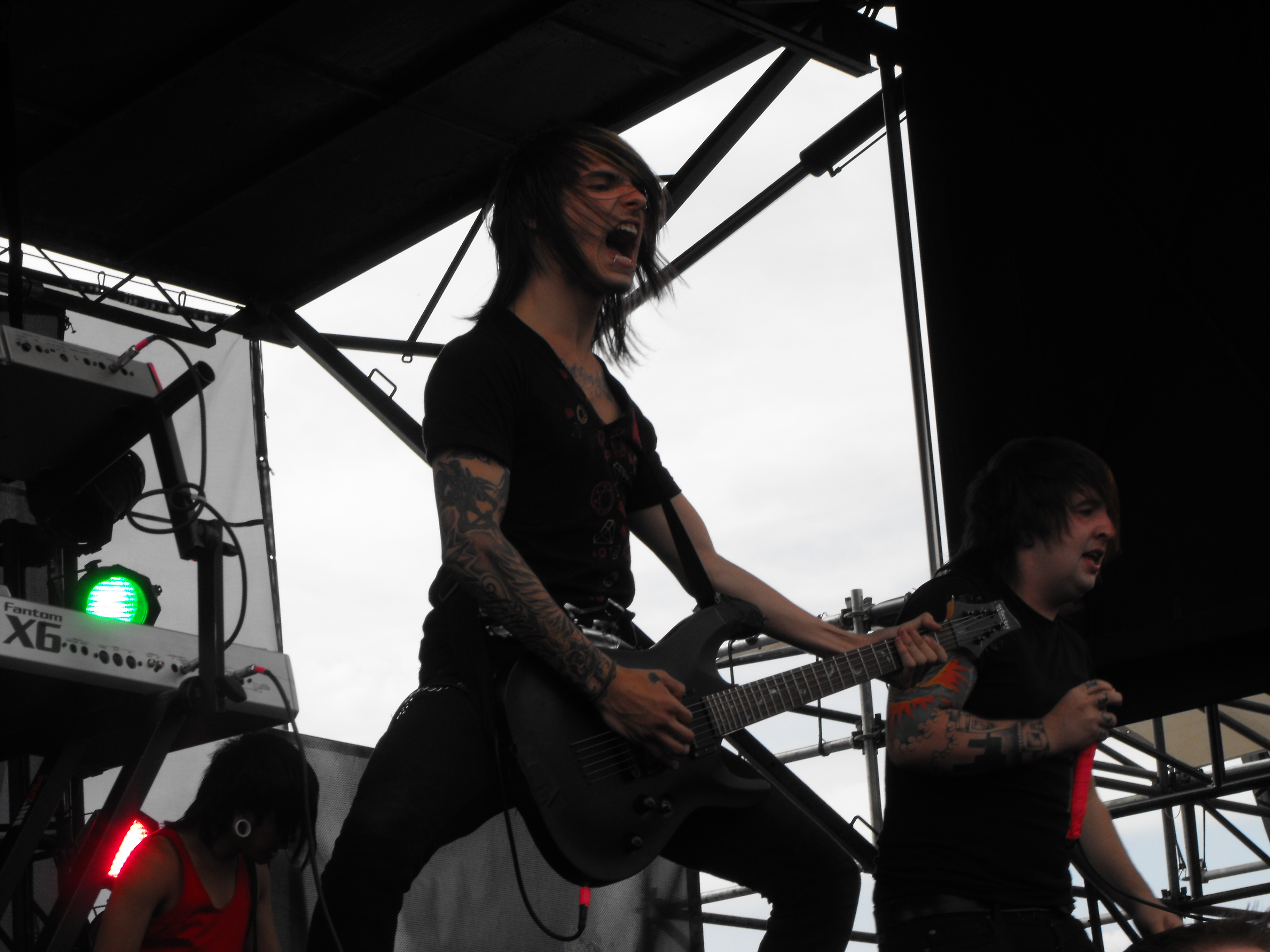
Гітарист Ендрю Вайтінг під час виступу у травні 2009 року

10 листопада 2010 року Джонні Франк оголосив, що покинув гурт, щоб зосередитися на своїх стосунках з Богом. Він розпочав новий проєкт під назвою The March Ahead. З цією новиною також вийшов кліп на нову пісню за участю Шомо на вокалі. Кліп на пісню «Smokahontas» вийшов 21 січня 2011 року і був знятий студією Thunder Down Country films. Це останнє відео за участю Джонні Франка, в ньому також знялися Шон Маковскі з My Ticket Home і колишній вокаліст In Fear And Faith Коді Андерсон.
У червні 2011 року гурт випустив новий сингл «Last Breath» з делюкс-видання однойменного альбому. 18 липня 2011 року відбулася прем'єра нового треку під назвою «Criminal», який увійшов до делюкс-видання другого студійного альбому. 19 липня гурт перевидав свій другий студійний альбом, який містив нову обкладинку і вісім бонус-треків. Гурт виступив на Warped Tour влітку 2011 року. У вересні 2011 року гурт мав приєднатися до Sum 41 в їхньому південноамериканському турі, але його було скасовано через поганий стан здоров'я вокаліста Дерика Віблі.

### This Means Warта друга зміна складу (2011–2012)
У жовтні 2011 року гурт розпочав запис третього студійного альбому. 6 листопада 2011 року було оголошено, що робота над альбомом завершена. 14 листопада було оголошено, що третій повноформатний альбом гурту, This Means War, вийде 17 січня 2012 року. Весь альбом був спродюсований Калебом Шомо у його домашній студії. Разом з цією новиною гурт також опублікував дати гастролей «This Means War Tour» з гуртами The Ghost Inside, Sleeping with Sirens, Chunk! No, Captain Chunk! і Dream On, Dreamer. 10 грудня 2011 року гурт виступив на фестивалі Unsilent Night 4. 20 грудня 2011 року вони випустили «The Motivation» як головний сингл альбому через iTunes. 12 січня 2012 року гурт дебютував з відеокліпом на другий сингл з альбому, «The Wretched». 1 липня відбулася прем'єра відеокліпу на третій сингл, «The Revolution». This Means War посів 11 місце в чарті Billboard 200, продавшись тиражем 17 000 копій за перший тиждень.
У 2012 році гурт оголосив про вихід з лейблу Rise Records, одночасно з оголошенням про те, що вони завершили десять пісень, спродюсованих Джоном Фельдманом, для наступного альбому, хоча Ветцель сказав у своєму прес-релізі, що «вони десь на жорсткому диску Фельдмана», оскільки «було б занадто багато роботи, щоб випустити їх легально». Гурт заявив, що у них «немає іншого лейблу або чогось подібного, і вони, ймовірно, не планують переходити на інший», а також, що Ветцель «зараз має власний лейбл [Oxide Entertainment] і, ймовірно, буде використовувати його». Гурт був хедлайнером туру This World Is Ours разом з Escape The Fate і The Word Alive.
13 грудня 2012 року басист Джон Хольгадо оголосив, що покине гурт. Через кілька днів, 18 грудня, Калеб Шомо офіційно оголосив про свій відхід з Attack Attack!, а також підтвердив, що новим вокалістом гурту стане Філ Друйор з I Am Abomination. Причиною свого відходу Шомо назвав проблеми з психічним здоров'ям. Того ж року він заснував гурт Beartooth.
19 грудня 2012 року гурт випустив нову пісню під назвою «No Defeat» на лейблі Alternative Press, яка продемонструвала абсолютно новий склад гурту і стала першою піснею з Філом Друйором на вокалі і Тайлером Саппом на бас-гітарі. Ендрю Ветцель також заявив, що гурт запише більше пісень після «No Defeat».

### Скасований четвертий студійний альбом, фінальні тури та Nativ (2013–2015)
У січні-лютому 2013 року Attack Attack! випустили два відеоролики про четвертий студійний альбом, який так і не вийшов. Пізніше того ж року гурт знову почав гастролювати Європою з новими учасниками. 22 квітня 2013 року Attack Attack! заявили, що тур «Back in Action» стане їхнім останнім туром і гурт буде «покладений на спочинок».
Остаточний склад Attack Attack! сформував новий гурт, Nativ. Матеріал для Nativ почали писати ще у вересні 2012 року, спочатку для четвертого студійного альбому Attack Attack!. До складу Nativ увійшли Філ Друйор, Ендрю Ветцель, Ендрю Вайтінг, Тайлер Сапп і Вільям Хонто. Гурт випустив три пісні: «Lately», «Not Yours» і «Subtle Ticks». Вони вперше виступили наживо на фестивалі Riot Fest у вересні 2013 року. Вони також вирушили в осінній тур з Sylar і Lionfight. 13 листопада 2013 року виступ Nativ був затриманий через фізичну сутичку між Ендрю Ветцелем і Ендрю Вайтінгом, що призвела до судового розгляду.
У 2014 році Дрюор створив новий гурт під назвою Bad Chapter, який випустив дебютний сингл «Deal With the Devil» у липні. У серпні 2014 року барабанщик Ендрю Ветцель заснував новий гурт під назвою Nine Shrines. Гітарист Ендрю Вайтінг повернувся з новим гуртом Drudge у 2015 році.

### Повернення,Long Time, No SeaтаDark Waves(2020–2023)
У жовтні 2020 року гурт повернувся і перебував у студії з продюсером Джої Стерджесом, пишучи новий матеріал, з новим синглом під назвою «All My Life», який вийшов 7 грудня 2020 року. Пізніше було підтверджено, що до нового складу увійшли оригінальні учасники Ендрю Ветцель та Ендрю Вайтінг, а також нові учасники, басист Джей Міллер та вокаліст Кріс Паркетні. Міллер пробув у гурті недовго, і його швидко замінив Кемерон Перрі.
20 квітня 2021 року Attack Attack! випустили сингл під назвою «Kawaii Cowboys». У ньому поєднуються стилі кантрі, j-pop та металкор. 30 квітня гурт випустив нову пісню під назвою «Brachyura Bombshell». У жовтні 2021 року гурт випустив другий мініальбом Long Time, No Sea. З березня по квітень 2022 року гурт вирушив у тур East Coast Scuttle за підтримки Conquer Divide, Until I Wake та Across the White Water Tower. У жовтні та листопаді 2022 року вони стали хедлайнерами туру Level Up разом з Eskimo Callboy.
10 лютого 2023 року гурт випустив два нових сингли: «Dark Waves» і «Paralyzed (Until We Meet Again)», напередодні випуску нового мініальбому під назвою Dark Waves, який вийшов 31 березня 2023 року. У травні 2023 року гурт відправився в турне Dark Waves.
Вайтінг не брав участі в діяльності гурту з травня 2023 року. 18 січня 2024 року гурт розмістив нові промо-зображення у соціальних мережах, підтвердивши, що Ендрю Вайтінг покинув гурт, залишивши Ендрю Ветцеля останнім оригінальним учасником.

### МініальбомDisaster(2024 — дотепер)
16 травня 2024 року Attack Attack! випустили новий сингл під назвою «Concrete». 14 червня гурт випустив ще один новий сингл під назвою «Disaster». Ці два сингли були написані до відходу Вайтінга, оскільки він отримав авторські права на обидва треки.
Третій сингл під назвою «Blood On The Walls» вийшов 12 липня, і так само, як і два інших сингли, Вайтінг отримав авторські права. Четвертий сингл «We All Meet Up In The End» вийшов 23 серпня разом з анонсом нового мініальбому під назвою Disaster, реліз якого запланований на 20 вересня 2024 року.

## Музичний стиль
Звучання Attack Attack! описують як «християнські рокери у жанрі скримо/крабкор», електронікор і постгардкор у поєднанні з впливом електроніки. Барабанщик Ендрю Ветцель заперечував, що гурт є християнським, і навіть висловлював своє невдоволення цим ярликом, а також тим, що гурт називають «емо». Гурт посилається на Pet Shop Boys, Erasure, The Devil Wears Prada і Enter Shikari як джерела натхнення.

## Склад гурту
| Поточний склад - Andrew Wetzel – барабани (2007–2013; з 2020), клавішні (2012–2013; з 2020) - Кріс Паркетні – вокал (з 2020) - Кемерон Перрі – бас, бек-вокал (2021–present) - Райленд Раус – чистий вокал, ритм-гітара (з 2022; гастролі 2021) соло-гітара (з 2023) Гастрольні учасники - Шон Маковські – чистий вокал, ритм-гітара (2010–2012) - Джеремі Гілмор – вокал (2013) - Шон Белл – ритм-гітара, бек-вокал (2013) | Колишні учасники - Рікі Лорц – вокал, ритм-гітара (2007) - Нік Вайт – бас-гітара (2007–2008) - Остін Карлайл – вокал (2007–2008) - Нік Бергем – вокал (2008–2009) - Джонні Франк – чистий вокал, ритм-гітара (2007–2010) - Джон Гольгадо – бас-гітара (2007–2012), бек-вокал (2010-2012) - Калеб Шомо – клавішні (2008–2012), екстрим-вокал (2009–2012), чистий вокал, ритм-гітара (2010–2012), бек-вокал (2008–2009) - Філ Драєр – чистий вокал (2012–2013) - Тайлер Сапп – бас-гітара (2012–2013) - Джей Міллер – бас-гітара, бек-вокал (2020–2021); екстрим-вокал (2013; гастролі) - Ендрю Вітінг – соло-гітара (2007–2013; 2020–2023), клавішні (2012–2013; 2020-2023); ритм-гітара (2012–2013; 2020–2022), бас-гітара (2012) |

Часова шкала

## Дискографія

### Студійні альбоми
- Someday Came Suddenly (2008)
- Attack Attack! (2010)
- This Means War (2012)

### Мініальбоми
- If Guns Are Outlawed, Can We Use Swords? (2007)
- Long Time, No Sea (2021)
- Dark Waves (2023)
- Disaster (2024)